# هيلين كان
هيلين كان (بالإنجليزية: Helen Kane)‏ هي مغنية وموسيقية وممثلة أمريكية، ولدت في 4 أغسطس 1904 في ذا برونكس في الولايات المتحدة، وتوفيت في 26 سبتمبر 1966 في جاكسون هايتس ‏ في الولايات المتحدة بسبب سرطان الثدي.

## أعمال

### أفلام
- (1950) ثلاث كلمات صغيرة

## وصلات خارجية
- هيلين كان على موقع IMDb (الإنجليزية)
- هيلين كان على موقع ميوزك برينز (الإنجليزية)
- هيلين كان على موقع تيرنر كلاسيك موفيز (الإنجليزية)
- هيلين كان على موقع أول موفي (الإنجليزية)
- هيلين كان على موقع قاعدة بيانات برودواي على الإنترنت (الإنجليزية)
- هيلين كان على موقع قاعدة بيانات الأفلام السويدية (السويدية)
- هيلين كان على موقع ديسكوغز (الإنجليزية)
- هيلين كان على موقع قاعدة بيانات الفيلم (الإنجليزية)